# Eria ledermannii
Eria ledermannii är en orkidéart som beskrevs av Rudolf Schlechter. Eria ledermannii ingår i släktet Eria och familjen orkidéer. Inga underarter finns listade i Catalogue of Life.